# 27512 Gilstrap
27512 Gilstrap è un asteroide della fascia principale. Scoperto nel 2000, presenta un'orbita caratterizzata da un semiasse maggiore pari a 2,2103633 au e da un'eccentricità di 0,0651088, inclinata di 6,31520° rispetto all'eclittica.
L'asteroide è dedicato all'insegnante statunitense Lisa Gilstrap.